# Zona Especial de Conservação do Ilhéu de Baixo e Ponta da Restinga (Graciosa)

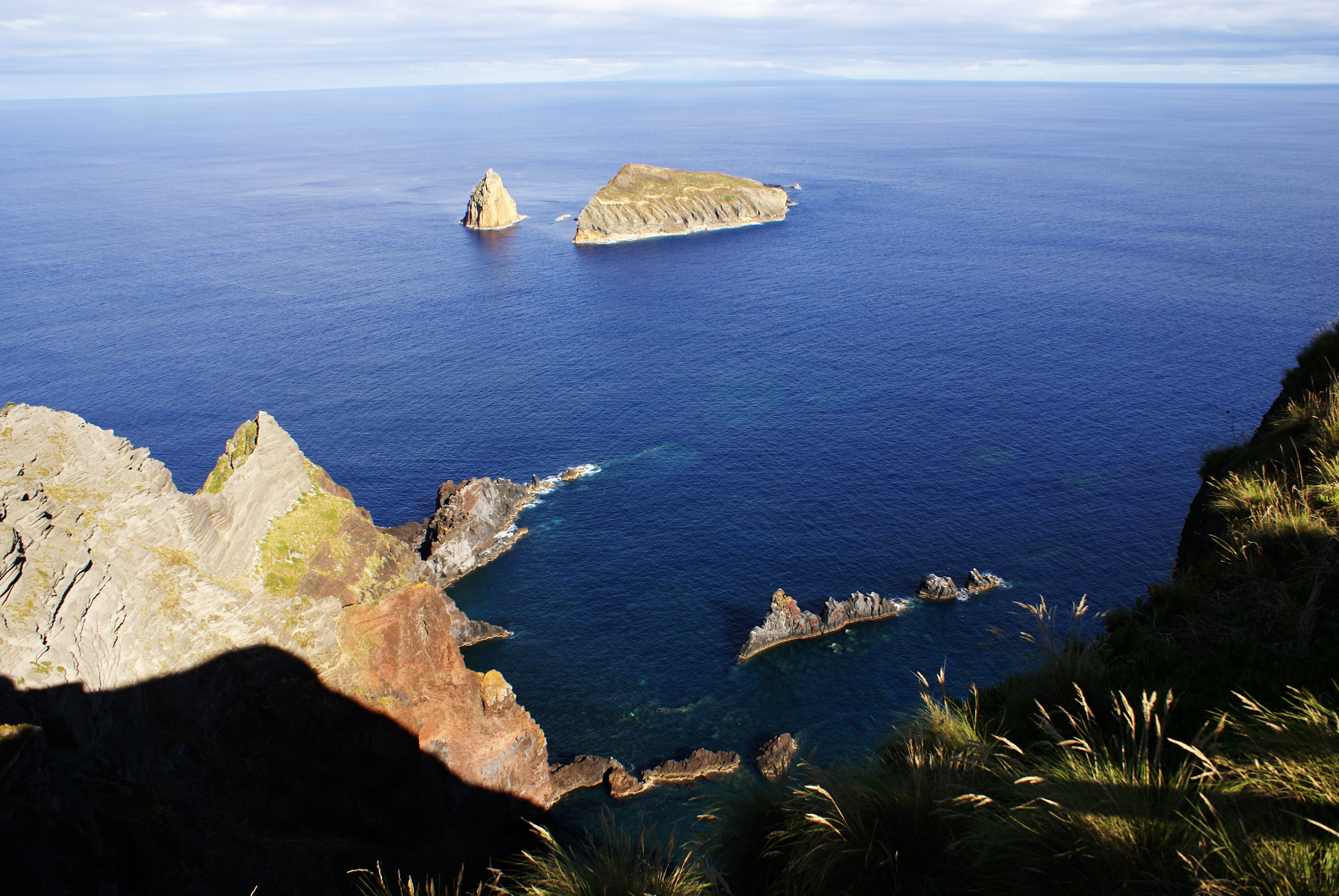
Ilhéu de Baixo visto do cimo da Ponta da Restinga.

O Sítio de Importância Comunitária Ilhéu de Baixo, Restinga a corresponde o código (PTGRA0015) localiza-se no concelho de Santa Cruz da Graciosa, ilha Graciosa, Açores.
Este local de Importância Comunitária que é constituído pelo Ilhéu de Baixo, inclui também uma parte da faixa costeira na zona do Carapacho que se estende até ao Farol do Carapacho e desde o calhau rolado da zona de abrasão até ao topo das falésias.
O habitat a que procura dar protecção é principalmente constituído por falésias costeiras povoadas por vegetação típica das zonas costeiras macaronésicas e por uma vegetação vivaz abundante nas costas de calhaus rolados das mesmas áreas geográficas, onde se destacam os matos macaronésicos, as zonas rochosas formadas pelas falésias rochosas, por ilhéus rochosos e áreas com cascalho.
Importância ornitológica deste local é particularmente importante para as aves marinhas nidificantes, e principalmente por incluir uma das maiores concentrações de Painho da-Madeira (Oceanodroma castro) de todo o arquipélago dos Açores. Além destas espécies é procurado também por uma importante colónia de Garajau-rosado (Sterna dougallii). No Ilhéu de Baixo existe também uma das únicas colónias da ave marinha endémica dos Açores, o Painho-de-Monteiro (Oceanodroma monteiroi).